# Amaurobius minor
Espèce
Amaurobius minor est une espèce d'araignées aranéomorphes de la famille des Amaurobiidae.

## Distribution
Cette espèce se rencontre en Slovénie et en Croatie,.

## Publication originale
- Kulczyński, 1915 : Fragmenta arachnologica, XVIII. Bulletin international de l'Académie des Sciences de Cracovie, Classe des Sciences Mathématiques et Naturelles, vol. 1915, p. 897-942.